# Leonhard Stock
Leonhard Stock (ur. 14 marca 1958 w Finkenbergu) – austriacki narciarz alpejski, mistrz olimpijski, i dwukrotny medalista mistrzostw świata.

## Kariera
Pierwszy sukces w karierze Leonhard Stock osiągnął w 1975 roku, kiedy podczas mistrzostw Europy juniorów w Mayrhofen, gdzie zdobył srebrne medale w zjeździe i gigancie. Na rozgrywanych rok później mistrzostwach Europy juniorów w Gällivare w obu tych konkurencjach zdobywał złote medale. W grudniu 1976 roku zadebiutował w zawodach Pucharu Świata, a już 8 stycznia 1977 roku w Garmisch-Partenkirchen zdobył pierwsze punkty w zawodach tego cyklu, zajmując ósme miejsce w zjeździe. W lutym 1978 roku wystąpił na mistrzostwach świata w Garmisch-Partenkirchen, gdzie w biegu zjazdowym zajął 27. miejsce.
Na podium zawodów pucharowych po raz pierwszy stanął 10 grudnia 1978 roku w Schladming, gdzie był drugi w kombinacji alpejskiej. Rozdzielił wtedy na podium Petera Lüschera ze Szwajcarii i Andreasa Wenzela z Liechtensteinu. W pozostałych zawodach sezonu 1978/1979 jeszcze trzynaście razy plasował się w czołowej dziesiątce, w tym raz stanął na podium - 1 lutego 1979 roku w Villars był drugi w zjeździe. Wyniki ten pozwoliły mu zająć drugie miejsce w klasyfikacji generalnej, w której lepszy był tylko Lüscher. W kolejnym sezonie ani razu nie znalazł się w pierwszej trójce i tylko dwukrotnie zmieścił się w pierwszej dziesiątce. W klasyfikacji generalnej zajął odległe miejsce, znalazł się jednak w składzie kadry Austrii na rozgrywane w lutym 1980 roku igrzyska olimpijskie w Lake Placid. Pierwotnie był tylko rezerwowym i miał nie wystartować, jednak na treningach olimpijskich uzyskiwał czasy lepsze od kolegów z drużyny. Wystąpił więc w biegu zjazdowym i zdobył złoty medal, wyprzedzając bezpośrednio swego rodaka Petera Wirnsbergera i Kanadyjczyka Steve’a Podborskiego. Na tych samych igrzyskach był też osiemnasty w slalomie, a giganta ukończył na 26. pozycji. Igrzyska w Lake Placid były równocześnie rozgrywane jako mistrzostwa świata, jednak kombinację rozegrano tylko w ramach drugiej z tych imprez. Stock zdobył w tej konkurencji brązowy medal, przegrywając tylko z Philem Mahre z USA i Andreasem Wenzelem.
W latach 1981–1985 sporadycznie stawał na podium zawodów pucharowych, nie odnosząc żadnego zwycięstwa. W klasyfikacji generalnej plasował się poza pierwszą dziesiątką, w konsekwencji nie wystąpił na rozgrywanych w 1984 roku igrzyskach olimpijskich w Sarajewie oraz mistrzostwach świata w Bormio w 1985 roku. Wystąpił za to na odbywających się w 1982 roku mistrzostwach świata w Schladming, gdzie w swoim jedynym starcie, biegu zjazdowym, zajął piętnaste miejsce. Do wysokiej formy powrócił w sezonie 1985/1986, w którym większość zawodów kończył w czołowej dziesiątce. Siedmiokrotnie stawał na podium, dwa razy na drugim i pięć razy na trzecim stopniu. W klasyfikacji generalnej pozwoliło mu to zająć szóste miejsce, był też czwarty w klasyfikacji kombinacji i supergiganta, a w klasyfikacji zjazdu był szósty. W klasyfikacji generalnej sezonu 1986/1987 uplasował się tylko jedną pozycję niżej, chociaż na podium stanął tylko trzykrotnie: 16 sierpnia 1986 roku w Las Leñas był drugi, a 1 marca w Furano i 15 marca 1987 roku w Calgary był trzeci w supergigancie. Brał udział w mistrzostwach świata w Crans-Montana w 1987 roku, gdzie jego najlepszym wynikiem było czwarte miejsce w supergigancie. W walce o medal lepszy o 0,20 sekundy okazał się tam Markus Wasmeier z RFN.
Najważniejszym punktem sezonu 1987/1988 były igrzyska olimpijskie w Calgary. Stock zajął tam między innymi czwarte miejsce w zjeździe, przegrywając walkę o medal z Francuzem Franckiem Piccardem o 0,32 sekundy. Na tych samych igrzyskach był też ósmy w supergigancie. W zawodach pucharowych kilkukrotnie kończył zawody w czołowej dziesiątce, jednak na podium nie stanął ani razu. W klasyfikacji generalnej był czternasty, a w klasyfikacji supergiganta zajął szóstą pozycję. W następnym sezonie w klasyfikacji końcowej wypadł nieco słabiej, zajmując ostatecznie osiemnaste miejsce. Trzykrotnie jednak stawał na podium: 27 listopada w Schladming był trzeci w supergigancie, 22 grudnia 1988 roku był trzeci w zjeździe, a 6 stycznia 1989 roku odniósł swoje pierwsze pucharowe zwycięstwo, wygrywając zjazd. Z mistrzostw świata w Vail w lutym 1989 roku powrócił jednak bez medalu, zajmując dziewiąte miejsce w supergigancie i 22. miejsce w zjeździe.
Sezon 1989/1990 był jednym z najsłabszych w jego karierze. Austriak punktował tylko trzykrotnie i zajął 73. miejsce w klasyfikacji generalnej. W sezonie 1990/1991 raz stanął na podium, za to na najwyższym stopniu: 8 grudnia 1990 roku w Val d’Isère wygrał zjazd. W 1991 roku wystąpił na mistrzostwach świata w Saalbach-Hinterglemm, zajmując czwarte miejsce w zjeździe. Tym razem w walce o podium lepszy był Szwajcar Daniel Mahrer, który wyprzedził Stocka o 0,33 sekundy. Na podium zawodów PŚ Austriak wrócił 7 grudnia 1991 roku w Val d’Isère, gdzie był drugi w zjeździe. Wynik ten powtórzył tydzień później w Val Gardena, jednak w kolejnych zawodach nie mieścił się na podium. Ostatecznie był piąty w klasyfikacji zjazdu i piętnasty w klasyfikacji generalnej. W 1992 roku wystąpił w zjeździe na igrzyskach w Albertville, jednak nie ukończył rywalizacji. Był to jego ostatni występ olimpijski. Ostatnie zwycięstwo w zawodach Pucharu Świata odniósł 12 grudnia 1992 roku w Val Gardena, gdzie ponownie był najlepszy w zjeździe. Ostatnie podium wywalczył dziesięć dni później w Bad Kleinkirchheim, gdzie zajął drugie miejsce w supergigancie. Sezon 1992/1993 ukończył na 25. pozycji w klasyfikacji generalnej. W marcu 1993 roku zakończył karierę
Kilkakrotnie zdobywał medale mistrzostw Austrii, w tym złote w zjeździe i supergigancie w 1987 roku. Był chorążym ekipy Austrii podczas igrzysk w Calgary. W 1996 roku otrzymał Odznakę Honorową za Zasługi dla Republiki Austrii. Po zakończeniu kariery założył wraz z bratem sklep ze sprzętem narciarskim oraz prowadził należący do rodziny hotel.

## Osiągnięcia

### Igrzyska olimpijskie
| Miejsce | Dzień     | Rok  | Miejscowość | Konkurencja | Czas biegu | Strata | Zwycięzca         |
| ------- | --------- | ---- | ----------- | ----------- | ---------- | ------ | ----------------- |
| 1.      | 14 lutego | 1980 | Lake Placid | Zjazd       | 1:45,50    | -      | -                 |
| 26.     | 19 lutego | 1980 | Lake Placid | Gigant      | 2:40,74    | +6,66  | Ingemar Stenmark  |
| 18.     | 22 lutego | 1980 | Lake Placid | Slalom      | 1:44,26    | +6,15  | Ingemar Stenmark  |
| 4.      | 15 lutego | 1988 | Calgary     | Zjazd       | 1:59,63    | +1,92  | Pirmin Zurbriggen |
| 8.      | 21 lutego | 1988 | Calgary     | Supergigant | 1:39,66    | +2,70  | Franck Piccard    |
| DNF     | 9 lutego  | 1992 | Albertville | Zjazd       | 1:50,37    | -      | Patrick Ortlieb   |

### Mistrzostwa świata
| Miejsce | Dzień       | Rok  | Miejscowość            | Konkurencja | Czas biegu | Strata     | Zwycięzca          |
| ------- | ----------- | ---- | ---------------------- | ----------- | ---------- | ---------- | ------------------ |
| 27.     | 2 lutego    | 1978 | Garmisch-Partenkirchen | Gigant      | 3:02,52    | +4,48      | Ingemar Stenmark   |
| 1.      | 14 lutego   | 1980 | Lake Placid            | Zjazd       | 1:45,50    | -          | -                  |
| 26.     | 19 lutego   | 1980 | Lake Placid            | Gigant      | 2:40,74    | +6,66      | Ingemar Stenmark   |
| 18.     | 22 lutego   | 1980 | Lake Placid            | Slalom      | 1:44,26    | +6,15      | Ingemar Stenmark   |
| 3.      | 22 lutego   | 1980 | Lake Placid            | Kombinacja  | 45,53 pkt  | +30,80 pkt | Phil Mahre         |
| 15.     | 6 lutego    | 1982 | Schladming             | Zjazd       | 1:55,10    | +2,39      | Harti Weirather    |
| 8.      | 31 stycznia | 1987 | Crans-Montana          | Zjazd       | 2:07,80    | +1,38      | Peter Müller       |
| 8.      | 1 lutego    | 1987 | Crans-Montana          | Kombinacja  | 28,27 pkt  | +57,65 pkt | Marc Girardelli    |
| 4.      | 2 lutego    | 1987 | Crans-Montana          | Supergigant | 1:19,93    | +1,35      | Pirmin Zurbriggen  |
| 22.     | 6 lutego    | 1989 | Vail                   | Zjazd       | 2:10,39    | +2,45      | Hans-Jörg Tauscher |
| 9.      | 8 lutego    | 1989 | Vail                   | Supergigant | 1:38,81    | +1,26      | Martin Hangl       |
| 4.      | 27 stycznia | 1991 | Saalbach               | Zjazd       | 1:54,91    | +0,99      | Franz Heinzer      |

### Puchar Świata

#### Miejsca w klasyfikacji generalnej
- sezon 1976/1977: 31.
- sezon 1977/1978: 21.
- sezon 1978/1979: 2.
- sezon 1979/1980: 45.
- sezon 1980/1981: 12.
- sezon 1981/1982: 18.
- sezon 1982/1983: 33.
- sezon 1983/1984: 43.
- sezon 1984/1985: 73.
- sezon 1985/1986: 6.
- sezon 1986/1987: 7.
- sezon 1987/1988: 14.
- sezon 1988/1989: 18.
- sezon 1989/1990: 73.
- sezon 1990/1991: 27.
- sezon 1991/1992: 15.
- sezon 1992/1993: 25.

#### Zwycięstwa w zawodach
1. Laax – 6 stycznia 1989 (zjazd)
2. Val d’Isère – 8 grudnia 1990 (zjazd)
3. Val Gardena – 12 grudnia 1992 (zjazd)

- 3 zwycięstwa (3 zjazdy)

#### Pozostałe miejsca na podium
1. Schladming – 10 grudnia 1978 (kombinacja) – 2. miejsce
2. Villars – 1 lutego 1979 (zjazd) – 2. miejsce
3. Madonna di Campiglio – 14 grudnia 1980 (kombinacja) – 2. miejsce
4. Aprica – 8 grudnia 1981 (kombinacja) – 3. miejsce
5. Val Gardena – 13 grudnia 1981 (zjazd) – 3. miejsce
6. Val d’Isère – 10 grudnia 1983 (kombinacja) – 3. miejsce
7. Madonna di Campiglio – 19 grudnia 1983 (supergigant) – 3. miejsce
8. Sankt Anton – 7 lutego 1986 (kombinacja) – 2. miejsce
9. Morzine – 8 lutego 1986 (zjazd) – 2. miejsce
10. Morzine – 9 lutego 1986 (kombinacja) – 2. miejsce
11. Åre – 23 lutego 1986 (kombinacja) – 3. miejsce
12. Hemsedal – 23 lutego 1986 (supergigant) – 3. miejsce
13. Aspen – 8 marca 1986 (zjazd) – 3. miejsce
14. Whistler – 15 marca 1986 (zjazd) – 3. miejsce
15. Las Leñas – 16 sierpnia 1986 (zjazd) – 2. miejsce
16. Furano – 1 marca 1987 (supergigant) – 3. miejsce
17. Calgary – 15 marca 1987 (supergigant) – 3. miejsce
18. Schladming – 27 listopada 1988 (supergigant) – 3. miejsce
19. Val d’Isère – 8 grudnia 1990 (zjazd) – 3. miejsce
20. Val d’Isère – 7 grudnia 1991 (zjazd) – 2. miejsce
21. Val Gardena – 12 grudnia 1992 (zjazd) – 2. miejsce
22. Bad Kleinkirchheim – 22 grudnia 1992 (supergigant) – 2. miejsce